# 子龙鼎
子龙鼎，或称商子龙鼎，中国古代青铜器，年代断定为商末周初，国家一级文物，现藏于中国国家博物馆。子龙鼎内壁近口缘处刻有铭文“子龙”二字，并因此而得名。该鼎被中国国家文物局收录到了2013年8月19日发布《第三批禁止出境展览文物目录》中，属于禁止出境展览文物。

## 出土与流传
该鼎出土信息不详，据说为20世纪20年代出土于河南辉县，极有可能出自辉县琉璃阁商代晚期的中字形大墓，出土后被日本古董商、专门从事中国文物国际贩卖的山中商会收购，并因此流入日本，在日本私人藏家之间秘密转让。2002年前后，子龙鼎照片通过多种渠道传至中国，被一些学者见到。2004年6月，上海博物馆青铜器研究专家马承源和陈佩芬应邀到日本收藏家千石唯司位于兵库的住所参观，曾在客厅门外发现该鼎。两天后，千石唯司在大阪美术俱乐部举办私人收藏品展览，该鼎首次公开面世，并引起广泛注意。
2005年初，正负责国家重点珍贵文物征集工作的谢小铨偶然获知了子龙鼎的存在，开始留心寻访。同年9月，谢小铨与同事在日本开展工作期间，得知子龙鼎藏家已经与中国私人买家谈判转让该鼎后与藏家取得联系，藏家表示愿意与中国官方谈判出售事宜。由于未见到实物且藏家索价太高，谢小铨没有马上表态。谢小铨回国汇报了相关情况，相关鉴定专家准备赴日时，却得知子龙鼎已被运出日本，下落不明。
2005年底，子龙鼎被证实已被香港收藏家购买。2005年12月和2006年1月，国家文物鉴定委员会委员赴香港对子龙鼎进行实物鉴定，后认定其为珍贵文物。由于一些藏家透露了竞价购买的意向，该鼎价格有被炒高的趋势，国家征集人员宣称放弃收购子龙鼎，并停止公开搜集子龙鼎信息，子龙鼎价格开始平稳。2006年4月，中国文物信息咨询中心出资4800万元人民币从香港藏家手中将子龙鼎购回，后入藏中国国家博物馆。

## 形制与断代
是现已发现商代青铜圆鼎中形体最大的一件，也是带有“龙”字铭文最早的青铜器。
子龍鼎方唇、寬沿、立耳，垂腹圜底，下置三足，已接近蹄足，鼎高103公分，口徑80公分，重230公斤。
該鼎厚立耳，微外撇，外側飾兩週凹弦紋，折沿寬緣，腹部橫向寬大，微下垂，下承三蹄足。器頸部以雲雷紋為地，周飾2類6組浮雕式獸面紋，足上端飾高浮雕式獸面紋，下襯三週凸弦紋。
子龙鼎的形制、纹饰与1990年殷墟郭家庄M160墓中所出土圆鼎的接近；轮廓、口沿下饕餮纹构造等与1956年殷墟后冈圆形祭祀坑所出土戍嗣子鼎相仿，北大历史系教授朱凤瀚等学者比较认可该鼎为商末器物，而上海博物馆研究员陈佩芬则著文指出该鼎为西周早期器物。